# Herrarnas 500 meter i hastighetsåkning på skridskor vid olympiska vinterspelen 1976
Herrarnas 500 meter i skridskor vid de olympiska vinterspelen 1976 avgjordes den 10 februari 1976, på Olympia Eisstadion Innsbruck. Loppet vanns av Jevgenij Kulikov från Sovjetunionen.
29 skridskoåkare från 16 nationer deltog på distancen.

## Rekord
Gällande världsrekord och olympiska rekord före Vinter-OS 1976:
| Världsrekord     | Jevgenij Kulikov (URS) | 37,00 | Alma-Ata, Kazakiska SSR, Sovjetunionen | 29 mars 1975    |
| Olympiskt rekord | Erhard Keller (FRG)    | 39,44 | Sapporo, Japan                         | 5 februari 1972 |

Följande nya världsrekord och olympiska rekord sattes under tävlingen.
| Datum       | Idrottare        | Nation        | Tid   | OR | VR |
| ----------- | ---------------- | ------------- | ----- | -- | -- |
| 10 februari | Jevgenij Kulikov | Sovjetunionen | 39,17 | OR |    |

## Medaljörer
| Gren      | Guld                           | Guld       | Silver                        | Silver | Brons             | Brons |
| 500 meter | Jevgenij Kulikov Sovjetunionen | 39,17 (OR) | Valerij Muratov Sovjetunionen | 39,25  | Dan Immerfall USA | 39,54 |

## Resultat
| Placering | Idrottare         | Nation         | Tid     | Skillnad | Noteringar |
| --------- | ----------------- | -------------- | ------- | -------- | ---------- |
| 1         | Jevgenij Kulikov  | Sovjetunionen  | 39,17   | –        | (OR)       |
| 2         | Valerij Muratov   | Sovjetunionen  | 39,25   | +0,08    |            |
| 3         | Dan Immerfall     | USA            | 39,54   | +0,37    |            |
| 4         | Mats Wallberg     | Sverige        | 39,56   | +0,39    |            |
| 5         | Peter Mueller     | USA            | 39,57   | +0,40    |            |
| 6         | Jan Bazen         | Nederländerna  | 39,78   | +0,61    |            |
| 6         | Arnulf Sunde      | Norge          | 39,78   | +0,61    |            |
| 8         | Andrej Malikov    | Sovjetunionen  | 39,85   | +0,68    |            |
| 9         | Oloph Granath     | Sverige        | 39,93   | +0,76    |            |
| 10        | Jim Chapin        | USA            | 40,06   | +0,92    |            |
| 11        | Tom Overend       | Kanada         | 40,22   | +1,05    |            |
| 11        | Masaki Suzuki     | Japan          | 40,22   | +1,05    |            |
| 13        | Johan Granath     | Sverige        | 40,25   | +1,08    |            |
| 14        | Gaétan Boucher    | Kanada         | 40,53   | +1,36    |            |
| 15        | Pertti Niittylä   | Finland        | 40,65   | +1,48    |            |
| 16        | Norio Hirate      | Japan          | 40,85   | +1,68    |            |
| 16        | Archie Marshall   | Storbritannien | 40,85   | +1,68    |            |
| 18        | Mikio Oyama       | Japan          | 40,90   | +1,73    |            |
| 19        | Hans van Helden   | Nederländerna  | 40,91   | +1,74    |            |
| 19        | Emmanuel Michon   | Frankrike      | 40,91   | +1,74    |            |
| 21        | Kay Stenshjemmet  | Norge          | 40,94   | +1,77    |            |
| 22        | Lee Yeong-ha      | Sydkorea       | 41,08   | +1,91    |            |
| 23        | Bruno Tonioli     | Italien        | 41,44   | +2,27    |            |
| 24        | Harald Oehme      | Östtyskland    | 41,54   | +2,37    |            |
| 25        | Colin Coates      | Australien     | 41,77   | +2,60    |            |
| 26        | Berend Schabus    | Österrike      | 42,33   | +3,16    |            |
| 27        | Heinz Steinberger | Österrike      | 43,28   | +4,11    |            |
| 28        | Jan Egil Storholt | Norge          | 1:08,00 | +38,63   | f          |
| DNF       | Horst Freese      | Västtyskland   | dnf, f  | –        |            |
| DNS       | Klaas Vriend      | Nederländerna  | dns     | –        |            |